# Checoslováquia nos Jogos Olímpicos de Inverno de 1976
A Checoslováquia competiu nos Jogos Olímpicos de Inverno de 1976, realizados em Innsbruck, Áustria.